# 김종간
김종간(金鍾侃, 1951년 5월 3일 ~ , 경남 김해시 한림면 용덕리)은 대한민국의 정치인이다. 가야대학교 교수, 전직 김해시장을 역임했다. 퇴임 이후인 2012년 9월, 수뢰혐의로 구속되었다. 2012년 12월 20일, 결심 공판에서 징역 3년에 추징금 3천만원이 선고됐다.

## 학력
- 1958년 3월 ~ 1964년 2월 안명초등학교
- 1964년 3월 ~ 1967년 2월 김해중학교
- 1967년 3월 ~ 1970년 2월 김해생명과학고등학교(구.김해농업고등학교)
- 한양대학교 지방자치대학원 (수료)

## 주요경력
- 공군병장 제대(1973년 11월)
- 제11대 국회의원 비서관 역임(1981년 ~ 1984년)
- 향토문화연구소 소장 역임(1987년 ~ 2006년)
- 제5대 경남도의회 내무환경위원장 역임(1997년 ~ 1998년)
- 김해신문 발행인 역임(1989년 ~ 1998년)
- 가야대학교 겸임교수(가야사) 역임(2004년 ~ 2006년)
- 2006년 7월 1일 ~ 2010년 6월 30일 제16대 경남 김해시장(민선, 한나라당)
- 명예행정학 박사(2008년 8월 가야대)
- 대한민국 국민상(2008년 10월), 김해문화상

## 저서

### 역사관련
- 「가야의 얼을 찾아서」(1987. 가람문화사)
- 「찾아야 할 왕국」(1988.가야문화사)
- 「김해의 문화재」(1996. 경남출판사)
- 「김해역사 문화이야기」(1998. 윈컴)
- 「역사 속의 김해인물」(2000. 윈컴)
- 「가야의 노래, 금릉팔경」(2002. 도서출판 가야)
- 「가야문화사」(2005. 작가마을)
- 「한림면지」(2004. 인쇄출판가얏골)
- 「진영읍지」(2004. 삼성기획)

### 청소년을 위한 향토사 교육서
- 「가락국기」번역본(1995. 경남출판사)
- 「茶, 그리고 김해」(1995. 경남출판)
- 「임진왜란과 김해성」(1995.경남출판)
- 「김해의 역사」(1996.경남출판)
- 「김해의 민속」(1997.경남출판)
- 「김해의 城」(1997. 경남출판)
- 「김해 큰줄다리기」(1999. 경남출판)

### 시사 칼럼집
- 「옳은 것은 옳고 그른 것은 그르다」(1991. 도서출판 해성)
- 「거북의 노래」(1994. 경남출판사)
- 「가재와 고기가 사는 하천」(1996. 도서출판 경남)
- 「미래로 가는 지도」(2005. 작가마을)
- 「행복도시 김해, 책에서 찾다」(2008. 작가마을)
- 「가야 천년, 김해 천년」(2010. 작가마을)

## 역대 선거 결과
|  | 39.62% |

|  | 10.66% |

|  | 33.98% |

|  | 54.47% |

|  | 29.38% |